# Шастель, Андре
Андре Шастель (фр. André Chastel; 15 ноября 1912 года, Париж — 18 июля 1990 года, Нёйи-сюр-Сен, предместье Парижа) — французский историк искусства итальянского Возрождения. Во Франции его называют «одной из самых влиятельных фигур в истории искусства во второй половине XX века».

## Биография
Андре Шастель в 1933 году поступил в Эколь Нормаль (Высшую школу) в Париже, параллельно слушал лекции Анри Фосийона в Сорбонне и в 1937 году стал ассистентом кафедры литературы.
Через Хьюго Бухталя и Жана Сезнека он познакомился с исследователями из Института Варбурга в Лондоне и находился под влиянием работ Фрица Заксля и иконологии Эрвина Панофского, в частности, его анализа гравюры А. Дюрера «Меланхолия I».
Сначала Андре Шастель был учителем средней школы в Гавре, в 1939 году был мобилизован в звании лейтенанта, взят в плен и интернирован в Офлаг III C в Люббен-Шпревальд. Освобождённый в феврале 1942 года, он вернулся к среднему образованию, получив назначение в Париж (лицей Вольтера, 1942—1944), Шартр (лицей Марсо, 1944—1945), Сен-Мор-де-Фоссе (лицей Марселин-Бертло, 1948—1949). , затем снова Париж (лицей Карно, 1949—1951). Летом 1942 года он отвечал за инвентаризацию мастерской художника Вюйар, ЭдуарЭдуара Вюйяра.
Назначенный ассистентом Института искусств и археологии Сорбонны с 1945 по 1948 год, в 1950 году он защитил докторскую диссертацию под руководством историка Огюстена Реноде на тему «Искусство и гуманизм во Флоренции во времена Лоренцо Великолепного. Исследование эпохи Возрождения и неоплатонического гуманизма» (Art et humanisme à Florence au temps de Laurent le Magnifique. Étude sur la Renaissance et l’humanisme néoplatonicien), опубликованную в 1959 году и несколько раз переиздававшуюся.
С 1951 по 1978 год Шастель был директором по исследованиям в Практической школе высших исследований (EPHE, 1951—1978), сменив Пьера Лаведана. В июле 1955 года он был избран профессором Института искусства и археологии Сорбонны, где работал в 1955—1970 годах.
Он стал профессором Коллеж де Франс, возглавляя кафедру искусства и цивилизации эпохи Возрождения в Италии (1970—1984). В 1975 году он был избран членом Академии надписей и изящной словесности (с 1975), назначен собранием профессоров Коллеж де Франс в состав совета директоров фонда Гюго Коллеж де Франс, где он заседал до декабря 1985 года.
Близкий к Андре Мальро в то время, когда он возглавлял Министерство культуры, Андре Шастель вместе с историком Марселем Обером стоял у истоков создания Общего реестра памятников и художественных богатств Франции (l’Inventaire général des monuments et des richesses artistiques de la France), 4 марта, 1964, затем, после смерти Жюльена Каина (1974—1984), возглавил комиссию.
В годы президентства Франсуа Миттерана (с 1981 года) он выступал за создание института истории искусств по примеру Института Курто в Лондоне, который оформился с созданием Национального института истории искусства в 2001 году.
Шастель был постоянным сотрудником ежедневной газеты Le Monde, а также таких журналов, как «L'Œil ou Médecine de France». За свою карьеру он основал три журнала:
- Информация по истории искусств (L’Information d’histoire de l’art, 1957—1975), предназначенный для распространения исследовательских работ среди студентов;
- Искусство Франции (Art de France, 1961—1964), совместно с книготорговцем Пьером Бересом;
- Художественный обзор (Revue de l’art), созданный в 1968 году.

Андре Шастель с 1969 по 1985 год занимал должность вице-президента Международного комитета истории искусств (CIHA) и президента Международного центра исследований архитектуры имени Андреа Палладио (ИТ) (CISA Palladio, Виченца). Он был членом многочисленных научных обществ и академий: Общества антикваров Франции (1959); Научного института искусства и литературы области Венето (Падуя, 1960); Тосканской академии наук и литературы Коломбария (Флоренция, 1972); Академии Атенео Венето (1974); Академии Аркадии (1975); Академии Линчеи (1976); Олимпийской академии (1979).
Он интересовался современным искусством и писал об Эдуаре Вюйяре, Николя де Стале, Леоне Гишиа и Серджио де Кастро. Дружил со многими современными художниками (Андре Массон, Этьенн Айду, Никола де Сталь), писал о них. Среди его учеников — Даниэль Аррас, Жан Клер.
Андре Шастель воспитал целое поколение историков искусства, кураторов и ученых, он был сторонником твёрдых знаний, основанных на логической и фактологической аргументации. Однако, по замечанию Жермена Базена, возглавил «поворот науки об искусстве в сторону филологии с возглавляемым им журналом Revue de l’art».

## Публикации
- Vuillard, Paris, Floury, 1946.
- Vuillard: peintures, 1890—1930, Paris, Éd. du Chêne, 1948.
- Léonard de Vinci par lui-même, Édit. Nagel, 1952.
- Marsile Ficin et l’art, Droz, Genève, 1954.
- L’Art italien, Paris, Larousse, 1956, 2 vol. (переизд. : 1982, 1989, 1995; ит. пер.: 1957—1958, англ. пер. 1963)
- БоттичеллиBotticelli, Silvana, Milan, 1957.
- Art et humanisme à Florence au temps de Laurent le Magnifique, P.U.F, 1959 (переизд.. 1961, 1982)
- L'Âge de l’humanisme, Éditions de la connaissance, Bruxelles, 1963 (в соавторстве с Робером Кляйном)
- Les Arts de l’Italie, Paris, P.U.F., 1963, 2 vol.
- Le Grand Atelier d’Italie, 1460—1500, Gallimard, 1965.
- Renaissance méridionale, 1460—1500, Gallimard, 1965.
- Nicolas de Staël, Paris, Le Temps, 1968.
- Le Mythe de la Renaissance, 1420—1520, Genève, Skira, 1969.
- La Crise de la Renaissance, 1520—1600, Genève, Skira, 1969.
- Staël, l’artiste et l’oeuvre, Saint-Paul-de-Vence, Fondation Maeght, 1972.
- Fables, formes, figures, Paris, Flammarion, 1978, 2 vol.
- L’Image dans le miroir, Paris, Gallimard, 1980.
- Grotesque, l’Arpenteur, 1980.
- Chronique de la peinture italienne à la Renaissance, 1250—1580, Fribourg, Office du Livre, 1983.
- The Sack of Rome, 1527, Princeton, Princeton UP, 1983 (фр. изд.: Le Sac de Rome, 1527: du premier maniérisme à la Contre-réforme, Paris, Gallimard, 1984)
- Léon Gischia: rétrospective, 1917—1985/ Ante Glibota (dir.), textes d’André Chastel, Paris, Paris Art Center, 1985.
- L’Illustre incomprise, Mona Lisa, Paris, Gallimard, 1988.

## Посмертные издания
- Introduction à l’histoire de l’art français, Paris, Flammarion, 1993.
- L’Art français, Paris, Flammarion, 1993—1996, 4 vol.
- La Pala ou le retable italien des origines à 1500, avec le concours de Christiane Lorgues-Lapouge, préface d’Enrico Castelnuovo, Paris, Liana Levi, 1993 (переизд. 2005, ит. пер.)
- Palladiana, Paris, Gallimard, 1995
- La Gloire de Raphaël ou le triomphe d’Éros, Paris, Réunion des musées nationaux, 1995.
- L’Italie et Byzance/ Ed. établie par Christiane Lorgues-Lapouge, Paris, Éditions de Fallois, 1999.

## Публикации на русском языке
- Искусство и гуманизм во Флоренции времен Лоренцо Великолепного: Очерки об искусстве Ренессанса и неоплатоническом гуманизме. — Москва; Санкт-Петербург: Университетская книга, 2001. — 622 с. — (Книга света).